# Al Di Meola
Al Laurence Di Meola (Jersey City, New Jersey, 1954. július 22. –) amerikai gitáros, zeneszerző,  producer. A fúziós jazz egyik legismertebb és legbefolyásosabb gitárosa, aki pályafutása során számos zenei stílusban kipróbálta magát.
Lemezein a fúziós jazz, és a latin jazz ugyanúgy megtalálható, mint a világzene, a flamenco vagy a funk. Zenei karrierjét a Return to Forever formációban kezdte a 70-es évek közepén, de saját neve alatt is ad ki lemezeket 1976 óta. 1980-ban Paco de Lucía és John McLaughlin társaságában készített lemezt, mely Friday Night in San Francisco címmel jelent meg. Leginkább az elektromos és akusztikus gitár mestereként tartják számon, de emellett producerként is dolgozik. Pályafutása során rengeteg előadóval dolgozott együtt, bizonyítva, hogy több zenei stílusban is otthonosan mozog. Meola munkásságát Grammy-díjjal is elismerték, míg a befolyásos Guitar Magazine már többször tüntette ki a "Világ legjobb gitárosa" címkével, de a Guitar Player Magazine is első helyre rangsorolta a "legjobb jazz gitáros" kategóriában.
Meola a New Jersey államban található Bergenfield városban nőtt fel, jelenleg a szintén New Jersey állambéli Old Tappan városban él.

## Életpályája

### Kezdetek, Return to Forever
Az első hangszer, amin játszani tanult, a dob volt. 8 éves korában azonban a gitár került figyelme középpontjába, egy helyi gitáros, Robert Aslanian hatására. Meola kisgyerekként szerette a korszak divatos előadóit, így Aslanian eleinte The Ventures, Elvis Presley és Beatles dalokra tanította az ifjú Meolát, és csak később vezette be őt a jazz, a bossa nova és a komolyzene világába. Középiskoláját Bergenfield városában végezte el
Zenei fejlődését nagyban befolyásolta Larry Coryell, akire Meola a fúziós zene keresztapjaként tekint. Akkora hatást gyakorolt rá Coryell, hogy Meola a középiskola utolsó éveiben minden fellépését megnézte, rendszeresen buszozgatott New Jersey-ből New Yorkba a koncertek kedvéért.
1971-ben beiratkozott a Boston városában található, neves Berklee College of Musicba, ahol maratoni hosszúságú gyakorlásairól ismerték.
Másodévtől egy helyi fúziós együttesben játszott, mígnem 1974-ben felkérést kapott Chick Corea fúziós jazz zenekarától a Return to Forevertől. A Return to Forever ekkora már három albumot tudott a háta mögött, melyek révén a korszak egyik legismertebb jazz-rock zenekarává váltak. Az 1973-as Hymn of the Seventh Galaxy album után lépett ki Bill Connors gitáros, így az 1974-ben megjelent Where Have I Known You Before albumon már Meola játszott.
Mindössze egyetlen hétvégényi gyakorlás előzte meg az első közös koncertet, melyre a New York városában található Carnegie Hallban került sor. A második közös fellépésre Atlantában került sor, több mint 40000 néző előtt.
1975-ben jelent meg a Return to Forever következő lemeze, mely No Mystery címmel került a boltok polcaira. A Grammy-díjas lemezen felerősödtek a funk hatások. 1976-ban jelent meg az együttes Romantic Warrior albuma, melyből minden korábbinál több darabot adtak el. A lemez bejutott a Top 40-be is, melyre csak ritkán akad példa jazz lemezek esetében. Az együttest mind a kritika, mind a rajongók ünnepelték, Meola pedig hihetetlenül gyors kezű szólógitárosként vált ismertté.
A Chick Corea (billentyűs hangszerek), Stanley Clarke (basszusgitár), Lenny White (dob), és Al Di Meola (gitár) felállású együttes a sikerek ellenére azonban a feloszlás mellett döntött. Az időközben négytagú fúvósszekcióval kibővült együttes 1977-ben még kiadta Musicmagic albumát, de ezen Meola már nem játszott.

### Szólókarrier: jazz-rock fúzió (1976-1990)
Első szólóalbuma 1976-ban jelent meg Land of the Midnight Sun címmel, a Columbia Records gondozásában. Az anyag produceri teendőit maga Meola látta el, mely folytatta a Return to Forever által megismert fúziós jazz irányt. A lemezre felkerült egy Johann Sebastian Bach átirat, valamint egy Chick Corea szerzemény is (Short Tales of the Black Forest). A korong dalaiban felbukkantak a Return to Forever zenészei is, olyan legendás muzsikusok mellett, mint például Jaco Pastorius vagy Alphonse Mouzon. Második szólólemeze 1977-ben jelent meg Elegant Gypsy címmel, mely remek kritikákban részesült. Az albumból több, mint egymillió példány talált gazdára, melyen olyan hangszervirtuózok vendégeskedtek, mint Paco de Lucía vagy Jan Hammer. Ezen a lemezen olyan népszerű szerzemények szerepeltek, mint a Mediterranean Sundance, vagy a Race With Devil on Spanish Highway. Következő Casino című albuma 1978-ban jelent meg, melyről az Egyptian Danza vált klasszikussá. A következő 1980-ban megjelent Splendido Hotel albumon ismét szerepelt Jan Hammer billentyűs, aki az ezt követő lemezeken is rendre felbukkant. Ugyan Meola szólólemezei pozitív kritikákban részesültek, néhány kritikus a szemére vetette, hogy játékában túlságosan a technikás megközelítésre helyezi a hangsúlyt.
Meola ugyan már 1975 óta több előadó mellett vendégeskedett (többek között a Go együttes számára), de a legjelentősebb ezek közül az 1980-ban megjelent Friday Night in San Francisco album, melyet Paco de Lucía és John McLaughlin társaságában rögzített. A korong minden idők egyik legnagyobb példányszámban eladott és legnépszerűbb jazz-albumának számít, melyen a jazz mellett világzenei és flamenco hatások is hallhatóak. Ugyan a számos díjjal jutalmazott album kiváló kritikákban részesült, de Joel Vance a Stereo Review kritikusa kijelentette, hogy a trió játékában túlzottan van jelen a káprázatos technikai tudás, ezáltal a végeredmény túlságosan "sterilre" sikeredett. A megjelenést fellépések követték, majd egy újabb közös album, az 1983-as Passion, Grace and Fire.
Ez idő alatt Meola 1982-ben kiadta Electric Rendezvous albumát, melyen ismét felbukkant Paco de Lucía. A megjelenést egy koncertlemez követte, mely Tour De Force – Live címmel 1982. szeptember 27-én jelent meg. 1983-as Scenario albumán Phil Collins is szerepelt, aki az Island Dreamer című számot dobolta fel. Emellett az anyagon szerepelt Bill Bruford dobos és Tony Levin is, aki Chapman Sticken játszott Bruforddal a Calliope című szerzeményben.
Az 1985-ben megjelent Cielo e Terra albumon hangsúlyosabb szerepet kaptak a latin zenei elemek, melyen Meola az akusztikus gitárt helyezte előtérbe. Elődeihez hasonlóan az anyag produceri teendőit maga Meola látta el, míg a kiadást a Manhattan végezte.
1985-ben producerkedett a 8 ujjas tapping technika úttörőjének számító Stanley Jordan debütáló, Magic Touch albumán.
A termékeny zeneszerző következő albuma már 1985-ben megjelent. A Soaring Through a Dreamen nagy hangsúlyt kaptak a szintetizátorok. Az 1987-ben kiadott Tirami Su albumra egy Chick Corea szerzemény is, a Song to the Pharaoh Kings.
Szintén 1987-ben együtt dolgozott George Dalaras görög énekessel. 1990-ben pedig Larry Coryell és Biréli Lagrène gitárosokkal fogott össze a Super Guitar Trio And Friends projekt keretein belül.

### Szólókarrier: akusztikus gitár és világzene (1990-napjainkig)
1991-ben megjelent Kiss My Axe albumán tovább folytatta zenei kalandozásait. Az anyag produceri teendőit Meola mellett Barry Miles látta el, az albumot pedig a Tomato Records adta ki. Ezt követően állandó zenekart toborzott maga köré, melynek a World Sinfonia nevet adta. A következő album, így World Sinfonia címmel jelent meg. Meola innentől kezdve egyre inkább áttért az akusztikus gitárra, zenéjében pedig egyre nagyobb szerep kapott a világzene, a flamenco, a bossa nova. 1992-ben egy válogatásalbum jelent meg, melyet 1993-ban követett a World Sinfonia II – Heart of the Immigrants című nagylemez. 1994-es Orange and Blue albumára seregnyi vendégett toborzott maga köré, köztük azt a George Dalaras énekest, akivel már dolgozott együtt 1987-ben.
1995-ben Stanley Clarke basszusgitáros és Jean-Luc Ponty hegedűs társaságában készített lemezt The Rite of Strings címmel. Az anyagon szereplő Song To John dalt az 1967-ben elhunyt John Coltrane emlékére írták.
Szintén 1995-ben Aziza Mustafa Zadeh társaságában készítette el a Dance of Fire című lemezt.
1996-ban ismét együtt zenélt Paco de Lucía és John McLaughlin gitárosokkal. Az együttműködés az 1996-os The Guitar Trio lemezt eredményezte. Ezt követően sem ült a babérjain, 1996-ban még egy lemezt kiadott Di Meola Plays Piazzolla címmel. Az anyag Astor Piazzolla argentin zeneszerzőnek és harmonikásnak állít emléket, aki 1992-ben hunyt el. Az albumot Meola mellett Hernan Romero producelte, és az Atlantic Records adta ki.
1998-ban The Infinite Desire címmel jelent meg lemeze, majd Roman Hrynkivvel zenélt együtt. 1999-ben Christmas: Winter Nights címmel adott ki lemezt, amit a 2000-es World Sinfonía III – The Grande Passion követett. Az anyagot a Telarc jelentette meg, melyen John Patitucci is felbukkant.
2000-ben újra Aziza Mustafa Zadeh társaságában adott ki lemezt, melyet Inspiration – Colors and Reflections címmel a Columbia Records adott ki.
2001-ben Manuel Barrueco gitárossal és George Dalaras énekessel is dolgozott, majd nekiállt rögzíteni következő stúdióalbumát.
A Flesh on Flesh 2002-ben jelent meg, melyet ismét a Telarc adott ki, Meola producerkedésével. 2003-ban Derek Sherinian Black Utopia albumán vendégeskedett, majd egy Al Di Meola Revisited lemez jelent meg a neve alatt. 2005-ben Leonid Agutin orosz popénekessel dolgozott együtt a Cosmopolitan Life lemezen. Ugyanez évben Andrea Parodi olasz énekessel dolgozott együtt.
2006-ban két lemez is megjelent a neve alatt. A Vocal Rendezvous címűt gyorsan követte a Consequence of Chaos, melyen ismét szerepet kapott az elektromos gitár. A lemezen John Patitucci mellett Chick Corea és Barry Miles is felbukkant többek között.
2007-es Diabolic Inventions and Seduction for Solo Guitar lemezén Astor Piazzolla szerzemények szerepeltek, majd ismét más zenészekkel kezdett el dolgozni.
2007-ben Malek Miklós zeneszerző és karmesterrel, valamint Horgas Eszter fuvolaművésszel dolgozott együtt. Szintén 2007-ben Eddie Gomez, Billy Drummond és Yutaka Kobayashi társaságában dolgozott együtt (The NYC Session: Beautiful Love), majd egy élő felvételeket tartalmazó lemezt adott ki Live In London 1991: World Sinfonia címmel.
2008-ban ismét Horgas Eszterrel dolgozott együtt, majd kiadta a La Melodia Live in Milano: World Sinfonia című koncertlemezt.
2008-ban részt vett a Return to Forever újjáalakulásában. A visszatérő turnét a Returns koncertlemez örökítette meg, de Meola World Sinfonia zenekarával is kiadott egy koncertlemezt 2009-ben, mely a Live In Seattle & Elsewhere : World Sinfonia címet kapta.
2010-ben újabb koncertlemeze jelent meg Live In Poland 2009 : World Sinfonia címmel.

## Stílus, hatás
Al Di Meola leginkább megdöbbentően gyors játékáról híres, és sokszor kritizálják is, hogy több játékában a technika, mint az érzés. Hosszú pályája során bebizonyította, hogy mindkettőhöz ugyanúgy ért.
Továbbá képes dallamérzékét sebességtől vagy stílustól függetlenül megőrizni, ezt sok gitáros nem mondhatja el magáról. Termékeny karrierje stílusok széles skáláját öleli fel, a gyors géppuskaszerű skáláktól, az izgalmas, lírai dallamoktól a latinos melódiák tüzes szenvedélyéig. Játékára jellemzőek a villámgyors futamok, a funk hatású ritmusjáték, valamint a komolyzenei hatásokról árulkodó dallammenetek. Nagy hangsúlyt fektett a pengető kéz sebességére is, precíz pengetéstechnikája nagy mértékben inspirálta az olyan későbbi gitárosokat is, mint John Petrucci, vagy Michael Romeo. A 70-es években, mint jazz-rock gitáros vált ismertté, de az évek során stílusát rengeteg zenei elemmel tette színesebbé, így játékában a jazz mellett, megtalálható a flamenco, a világzene, a bossa nova, és a latin jazz is. Stílusát sokszor hasonlítják Carlos Santana játékához, ami Meola elmondása szerint teljesen értelmetlen, ugyanis stílusuk, zenei gondolkodásmódjuk teljesen különbözik egymástól.
Zenei sokszínűségét nagyban befolyásolta, hogy pályafutása során rengeteg előadóval dolgozott együtt. Köztük megtalálható Chick Corea, Luciano Pavarotti, Paco de Lucía, Paul Simon, Phil Collins, Santana, John McLaughlin, Larry Coryell, Steve Winwood, Wayne Shorter, Herbie Hancock, Jaco Pastorius, Les Paul, Jean-Luc Ponty, Frank Zappa, Egberto Gismonti, Jimmy Page, Milton Nascimento, Tony Williams, Stanley Clarke, Stevie Wonder, Irakere, Steve Vai és még sokan mások.
Meola nemcsak a jazz illetve fúziós műfajokban játszó gitárosokra, de rock és metal zenészekre is felbecsülhetetlen hatást gyakorolt. Többek között John Petrucci, Michael Romeo, Yngwie J. Malmsteen, Richie Sambora, Joe Stump, Gus G. és Zakk Wylde is fontos hatásaként említi meg.

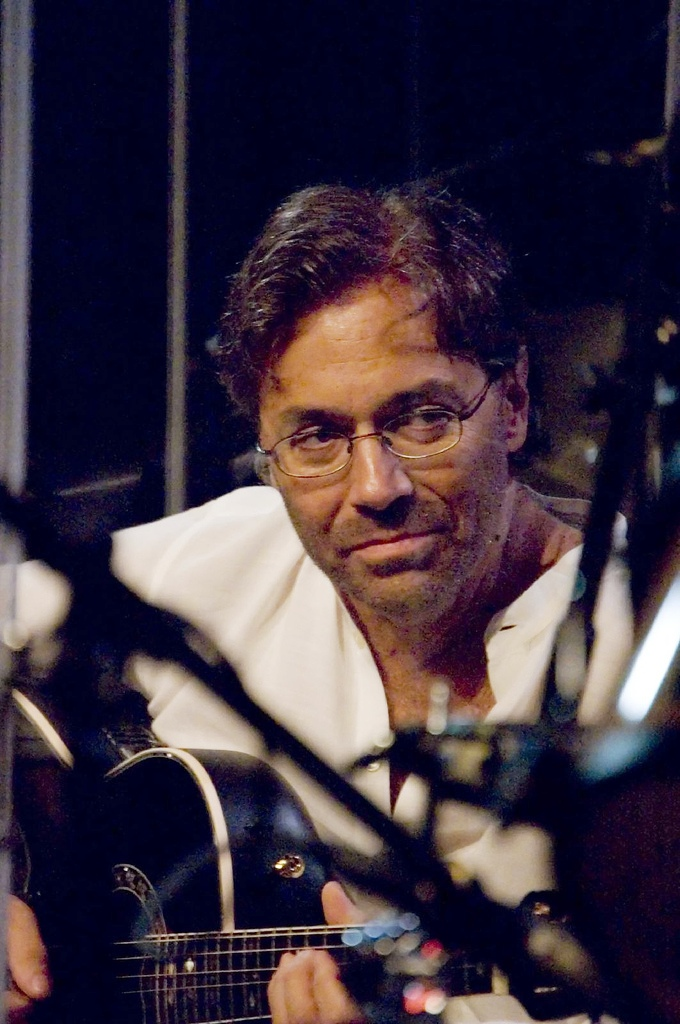
Al Di Meola a 90-es évektől egyre inkább az akusztikus gitárt helyezte előtérbe. Elmondása szerint döntése hátterében nagy szerepet játszott az a tény is, hogy az elektromos gitár miatt halláskárosodást szenvedett. A fotó 2005-ben készült.

## Felszerelés
A Return to Forever tagjaként leginkább Gibson Les Paul modellekkel mutatkozott, melyek a mahagóni test és a ragasztással rögzített nyaknak köszönhetően hosszú hangkitartással és "sötétebb" tónusú hanggal bírnak, ezáltal a dzsesszmuzsikusok körében is rendkívül népszerűek. Előszeretettel használ Ovation akusztikus gitárokat, míg elektromos gitárok terén, már több, mint 20 éve Paul Reed Smith modelleket is használ. Saját tervezésű Paul Reed Smith gitárja is van, mely az Al Di Meola Prism nevet kapta rikító színe miatt. A mahagóni testű, 22 érintős hangszer fogólapja mexikói rózsafából készül, míg a hangszer nyaka egyéni módon illeszkedik a testhez. A Vintage tremolóval felszerelt hangszert, maga Meola tervezte, Paul Smith segítségével.
Erősítő gyanánt Kock Multitone 100 wattos kombókat használ, de MIDIvel is kísérletezett, valamint elektroakusztikus gitárjaihoz is használ effekteket. A 90-es években és a 2000-es évek első felében inkább az akusztikus gitárt részesítette előnyben, azonban 2006 óta gyakrabban fog kézbe elektromos hangszert is. Visszatérése az elektromos gitárokhoz a 2006-os Leverkusen jazz-fesztiválon volt.

## Diszkográfia

### Szólólemezek
- Land of the Midnight Sun (1976)
- Elegant Gypsy (1977)
- Casino (1978)
- Splendido Hotel (1980)
- Electric Rendezvous (1982)
- Tour De Force - Live (1982)
- The Guitarist (Germany) (1982)
- Scenario (1983)
- Cielo e Terra (1985)
- Soaring Through a Dream (1985)
- Tirami Su (1987)
- Kiss My Axe (1991)
- World Sinfonia (1991)
- The Best of Al Di Meola - The Manhattan Years (1992)
- World Sinfonia II - Heart of the Immigrants (1993)
- Orange and Blue (1994)
- Acoustic Anthology (1995)
- Electric Anthology (1995)
- Di Meola Plays Piazzolla (1996)
- The Infinite Desire (1998)
- Christmas: Winter Nights (1999)
- World Sinfonía III - The Grande Passion (2000)
- Anthology (2000)
- Flesh on Flesh (2002)
- Al Di Meola Revisited (2003)
- Vocal Rendezvous (2006)
- Consequence of Chaos (2006)
- Diabolic Inventions And Seduction For Solo Guitar (2006)
- Live In London 1991: World Sinfonia (2007)
- La Melodia Live in Milano: World Sinfonia (2008)
- Live In Seattle & Elsewhere : World Sinfonia (2009)
- Live In Poland 2009 : World Sinfonia (2010)
- Pursuit of Radical Rhapsody (2011)
- All Your Life: A Tribute to the Beatles (2013)[16]

### Return to Forever
- Where Have I Known You Before (1974, Polydor)
- No Mystery (1975, Polydor)
- Romantic Warrior (1976, Columbia)
- Returns (2009, Eagle (Fontana)

### Más előadókkal
- Venusian Summer (1975) Lenny White, Al Di Meola, Larry Coryell
- Go (1976) + Go Stomu Yamash'ta, Steve Winwood, Al Di Meola
- Go Live From Paris (1976) + Go Stomu Yamash'ta, Steve Winwood, Al Di Meola
- Go Too (1977) + Go
- Friday Night in San Francisco (1980) + John McLaughlin és Paco de Lucía
- Passion, Grace and Fire (1983) + John McLaughlin és Paco de Lucía
- Latin (1987) + George Dalaras
- Super Guitar Trio And Friends (1990) Larry Coryell és Biréli Lagrène
- Rite Of Strings (1995) Stanley Clarke és Jean-Luc Ponty
- Dance of Fire (1995) – Aziza Mustafa Zadeh
- The Guitar Trio (1996) + John McLaughlin és Paco de Lucía
- Winter Nights (1999) – Roman Hrynkiv
- Inspiration – Colors & Reflections (2000) Aziza Mustafa Zadeh
- Nylon & Steel (2001) Manuel Barrueco
- The Running Roads (2001) + George Dalaras
- Black Utopia (2003) Derek Sherinian szólóalbuma
- Cosmopolitan Life (2005) + Leonid Agutin
- Midsummer Night In Sardinia (2005) + Andrea Parodi
- Mária (Égi szerelem) (2007) + Malek Miklós és Horgas Eszter
- The NYC Session: Beautiful Love (2007) + Eddie Gomez, Billy Drummond és Yutaka Kobayashi
- Ő és Carmen (He and Carmen) (2008) + Horgas Eszter

### Producerként
- Magic Touch (1985) Stanley Jordan

## Al Di Meola képgaléria

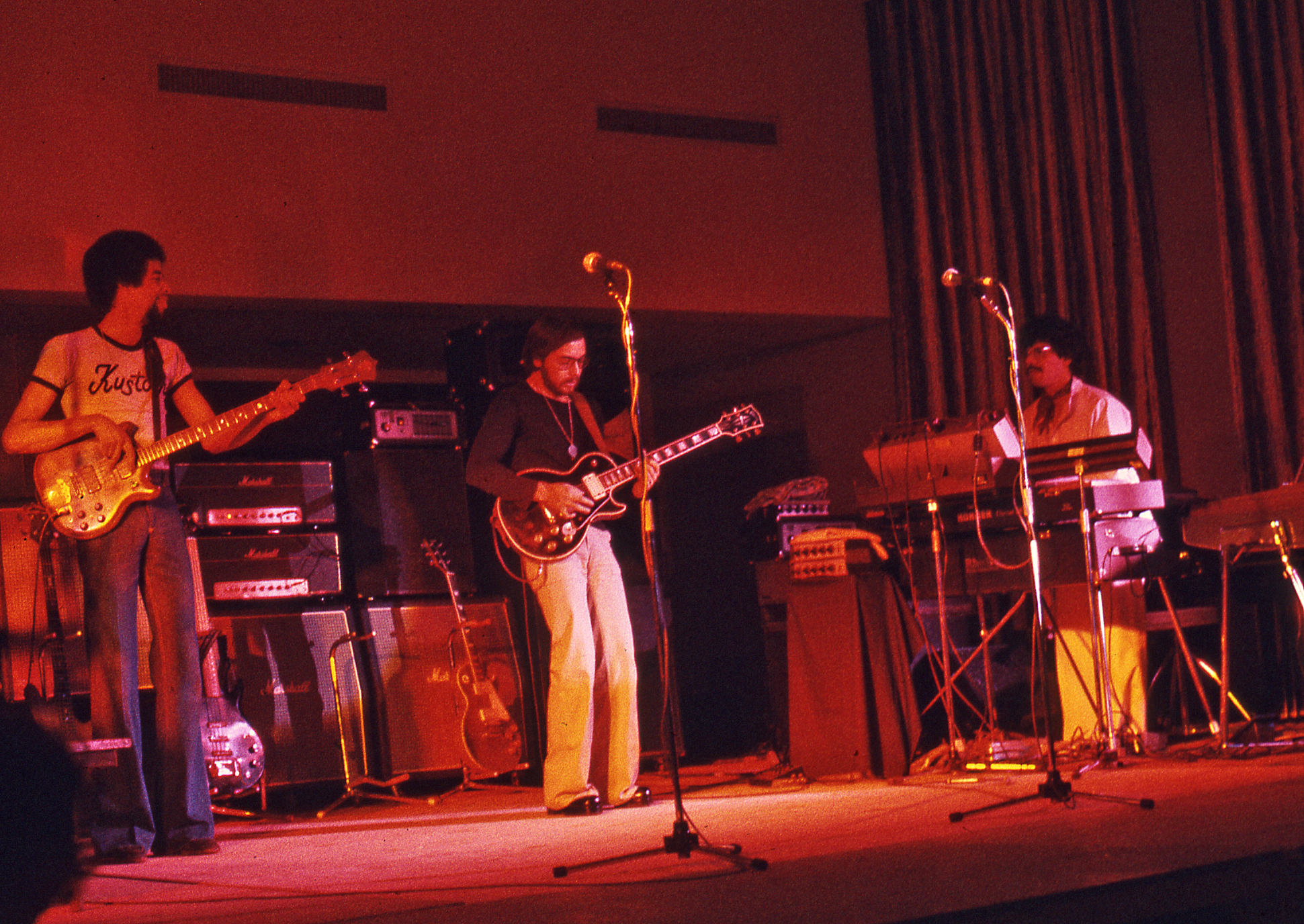
Return to Forever koncert 1974-ben. Középen Al Di Meola.
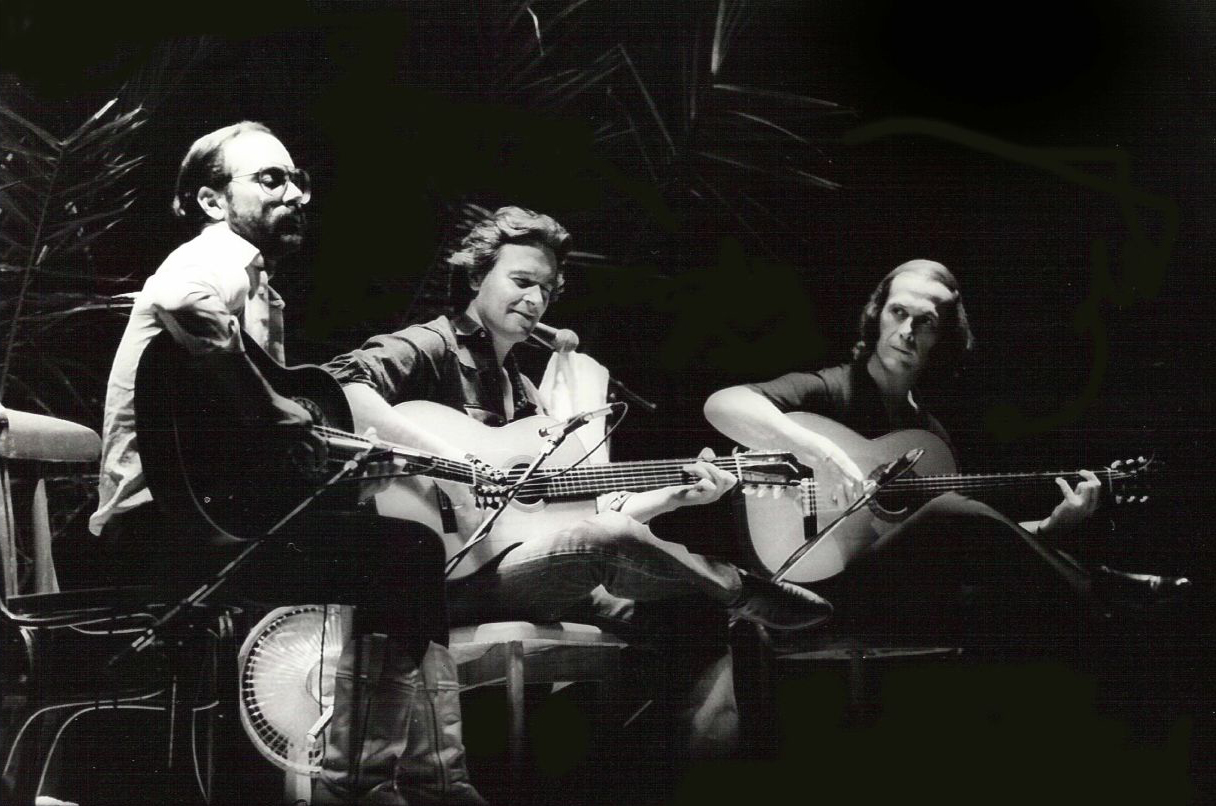
Balról jobbra: Al Di Meola, John McLaughlin és Paco de Lucía
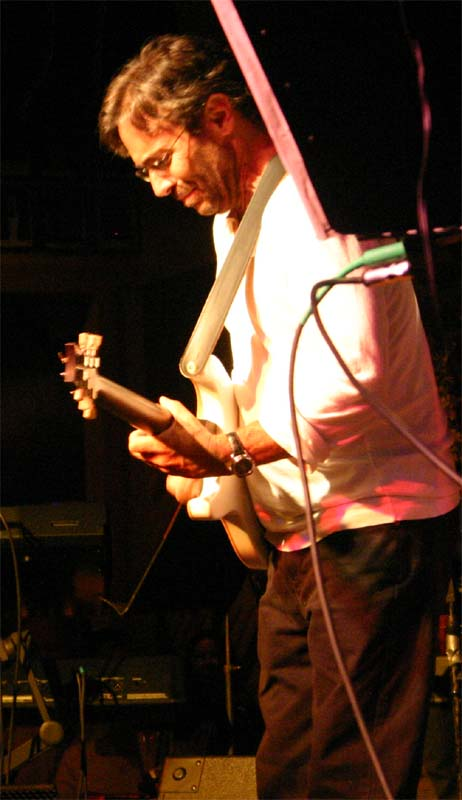
Al Di Meola előadás közben.
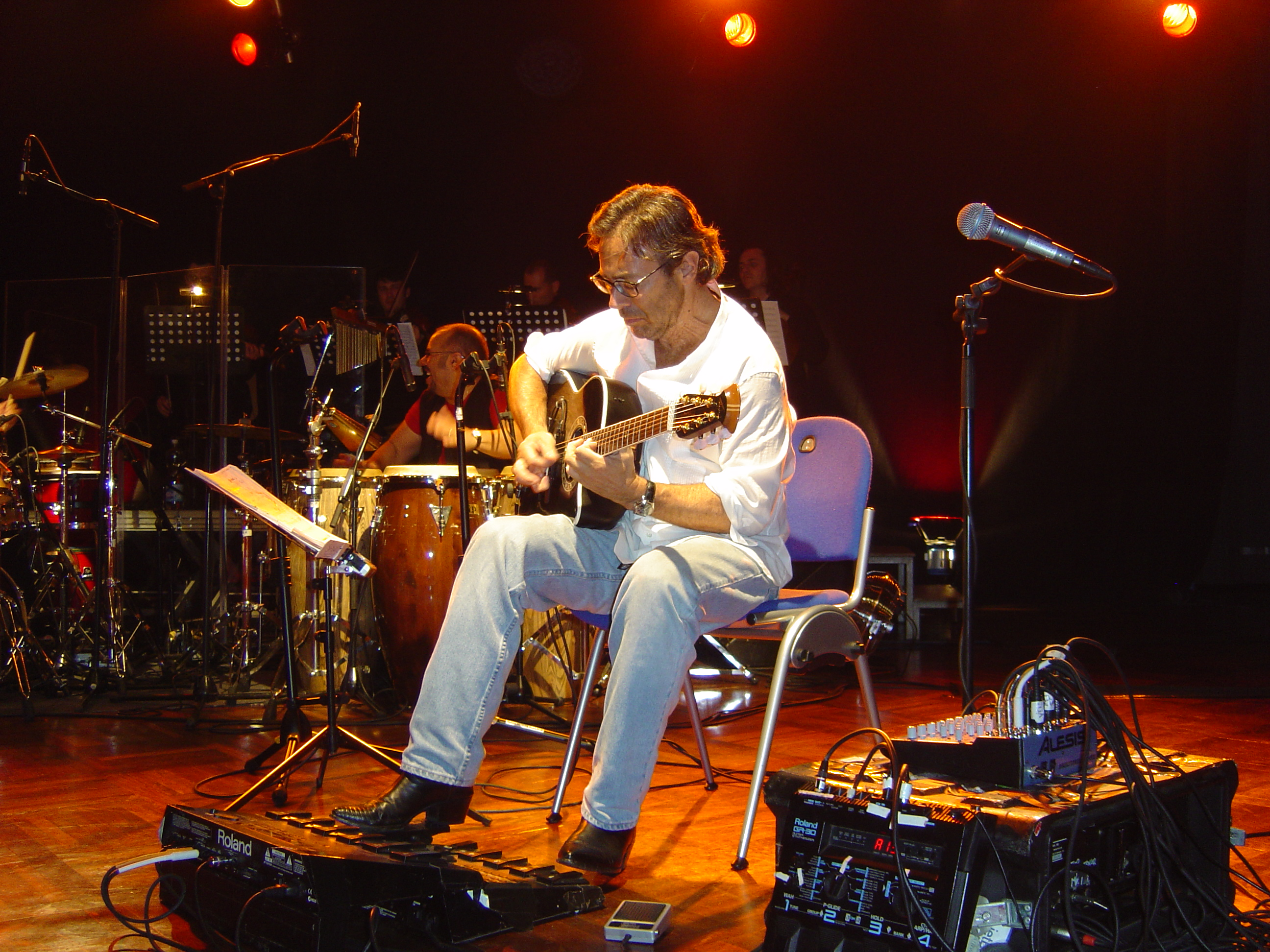
Al Di Meola 2004-ben.
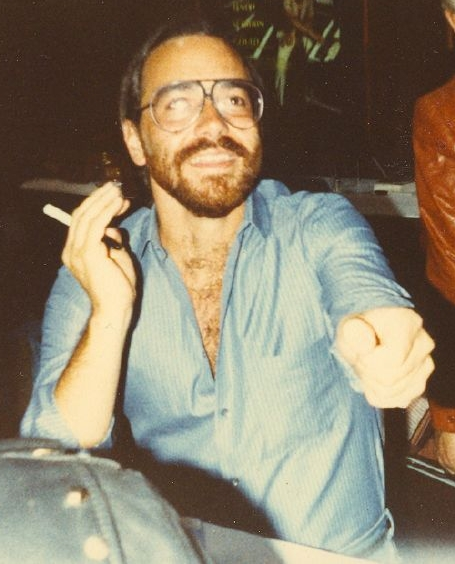
Al Di Meola 1979-ben.
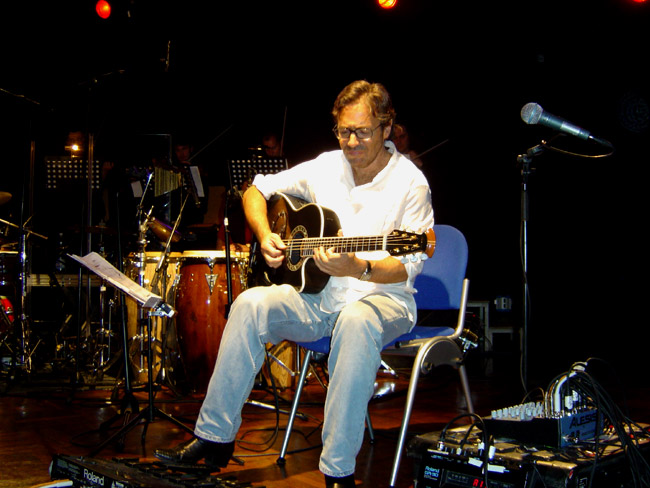
Termékeny karrierje stílusok széles skáláját öleli fel, a gyors géppuskaszerű skáláktól, az izgalmas, lírai dallamoktól a latinos melódiák tüzes szenvedélyéig.